# Anna Kournikova
Anna Sergejevna Kurnikova (russisk: А́нна Серге́евна Ку́рникова tr. Ánna Sergéjevna Kúrnikova eller Anna Kournikova ; født 7. juni 1981, Moskva, Sovjetunionen) er en russisk tidligere tennisspiller.
Kournikova var suveræn som juniorspiller, men var så succesfuld som seniorspiller, hvor hendes største sejr er Australian Open i 1999 i kvindernes double sammen med Martina Hingis. Som bare 16-årig to år tidligere nåede hun til single-semifinalen i Wimbledon-turneringen.
Kournikova er dog også kendt som fotomodel og var i 1998 blandt magasinet People's 50 smukkeste.

## Privat
Anna Kournikova er kæreste med den spanske popsanger, Enrique Iglesias. Parret fik tvillinger, Nicholas og Lucy, lørdag 16. december 2017 på South Miami Hospital.
Kournikova fik i 2010 amerikansk statsborgerskab.